# Orléans-la-Source
Pour les articles homonymes, voir Orléans (homonymie) et La Source.
Le quartier La Source est l'un des douze quartiers de la commune française d'Orléans, ville située dans le Loiret en région Centre-Val de Loire.
Il s'agit du plus vaste quartier d'Orléans, où les lieux les plus importants, l'université et le parc floral, se trouvent entourés de nombreuses habitations et entreprises,.

## Toponymie

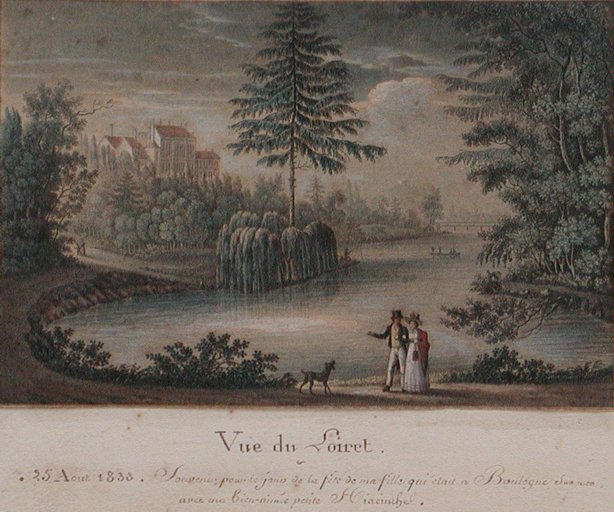
Estampe représentant la source du Loiret dite du « Bouillon » en 1833.

Le quartier tire son nom du « Bouillon », source du Loiret, une résurgence de la Loire, apparu en 1672.

## Histoire

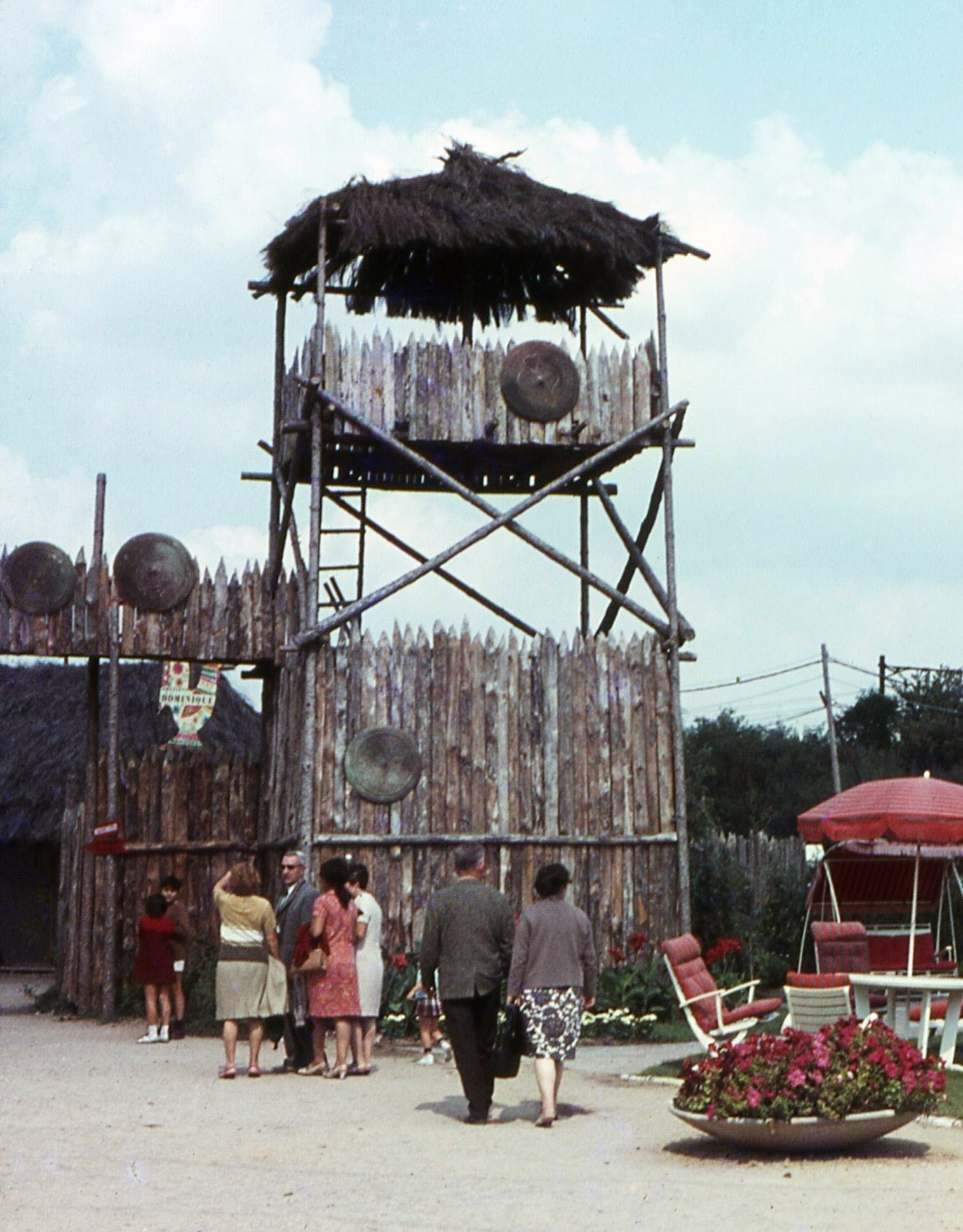
Entrée du village gaulois reconstitué en 1967 à l'occasion des Floralies internationales organisées au Parc Floral de la Source

En 1959, la ville d'Orléans achète des terrains à la commune de Saint-Cyr-en-Val afin d'édifier le quartier de La Source. Le ministre de la Reconstruction et de l'Urbanisme Pierre Sudreau annonce la création sur le site de La Source d'un campus décrit par la presse de l'époque comme un futur « Oxford-sur-Loire ».
Un collège scientifique universitaire (CSU) dépendant de la faculté des sciences de Paris s'installe au château de La Source en 1960.
Dès 1962 débute l'édification de la cité nouvelle de La Source selon les plans de l'architecte Louis Arretche.
Deux laboratoires du centre national de la recherche scientifique (CNRS) sont implantés en 1967 sur le site de la Férollerie : le centre de biophysique moléculaire et le centre de sélection et d'élevage des animaux de laboratoire. La même année voit également la création de l'institut universitaire de technologie d'Orléans.
En 1968, le lycée Voltaire est construit et le bureau de recherches géologiques et minières (BRGM) est implanté dans le quartier.
Le centre de recherche sur la physique des hautes températures (laboratoire propre du CNRS) s'installe à La Source en 1969.
Les derniers édifices prévus en 1962 sont achevés en 1982.
Le décret n°96-1156 du 26 décembre 1996 place le quartier dans la liste des zones urbaines sensibles (ZUS) et des zones de redynamisation urbaine (ZRU). En 2015, La Source devient un quartier prioritaire avec la suppression des ZUS, comptant 11 284 habitants sur 72 hectares. 
La ligne A du tramway d'Orléans dessert le quartier en 2000.
Le laboratoire CNRS « Immunologie et embryologie moléculaires » s'installe en 2001.
En 2002, Orléans-La Source est choisi comme site pilote dans le cadre du programme Projet social de territoire ; cette même année voit l'implantation du laboratoire départemental d'analyses Pierre Bonnin sur le site de Châteaubriand ;
Une convention avec l'Agence nationale pour la rénovation urbaine est signé en 2004 en présence de Jean-Louis Borloo alors ministre de l'emploi, du travail et de la cohésion sociale.
En 2005, Julia Bastide, une étudiante en IUT, âgée de 20 ans, est tuée par balle sur le campus. Un de ses camarades est entré dans la classe, armé d'une carabine 22 long rifle, achetée sur Internet quelques mois plus tôt, et a ouvert le feu à trois reprises. Il a été arrêté une quarantaine de minutes après les faits. Puis à la suite de trois nuits de violence, les autorités décident de la mise en place d'un couvre-feu pour les mineurs de moins de 16 ans.
Le complexe sportif Minouflet ouvre ses portes en 2006.
La maison de l'emploi du bassin d'Orléans s'installe dans les anciens locaux des chèques postaux en 2007.
L'institut des sciences de la Terre et de l'environnement (ISTE) ouvre ses portes en 2008. Le 15 décembre 2008, le maire d'Orléans Serge Grouard a accueilli dans le quartier de La Source, le Premier ministre François Fillon ainsi que trois de ses ministres, Christine Boutin, Patrick Devedjian et Fadela Amara, dans le cadre du projet Grand chantier de ville de l'ANRU. En décembre 2008, Serge Moati a retenu le quartier de La Source pour illustrer un documentaire traitant des rénovations urbaines qui réussissent.
Le 5 mars 2009, la ministre du logement, Christine Boutin a visité le quartier de La Source afin de promouvoir sa politique de prêt à taux zéro.
Le 22 octobre 2010, le conseil municipal d'Orléans a adopté une résolution concernant le protocole de vente d'un terrain de 2550 m². Sur celui-ci, sera construite la nouvelle mosquée d'Orléans-La Source ainsi qu’un centre culturel.

## Géographie

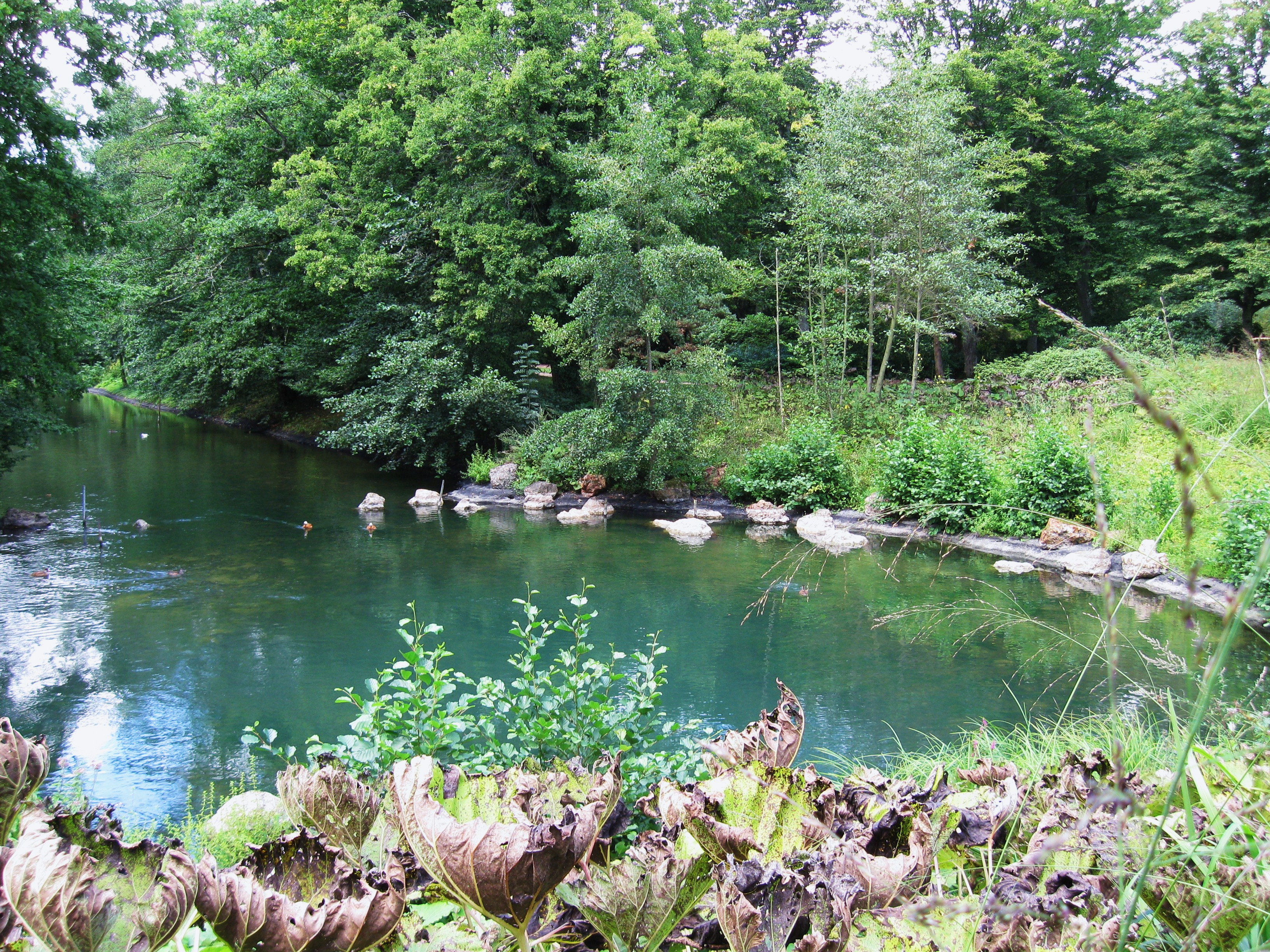
La source du Loiret (Parc Floral de la Source)

Orléans-La Source est situé à une dizaine de kilomètres au sud du centre-ville d'Orléans, au sud de la Loire et du quartier de Saint-Marceau, à une dizaine de kilomètres au nord de La Ferté-Saint-Aubin. Le quartier, limitrophe des communes de Saint-Cyr-en-Val, Ardon et Olivet, est situé à l'intersection des régions naturelles de la Sologne et du Val de Loire.
Il est traversé au nord par le Dhuy qui vient de Saint-Cyr-en-Val à l'Est et rejoint le Loiret à l'ouest, sur le territoire de la commune d'Olivet.
La source du Loiret se situe dans l'enceinte du Parc floral.
Deux lacs se trouvent dans le quartier : l'un au centre du campus universitaire et l'autre, au sud, le lac de l'orée de Sologne situé entre la route départementale 2020 (ex-route nationale 20)et la rue George Sand.
Les espaces verts sont nombreux sur l'ensemble du quartier : outre le parc floral, on peut notamment citer l'allée des sapins, le campus et le bois de Concyr.

### Voies de communication

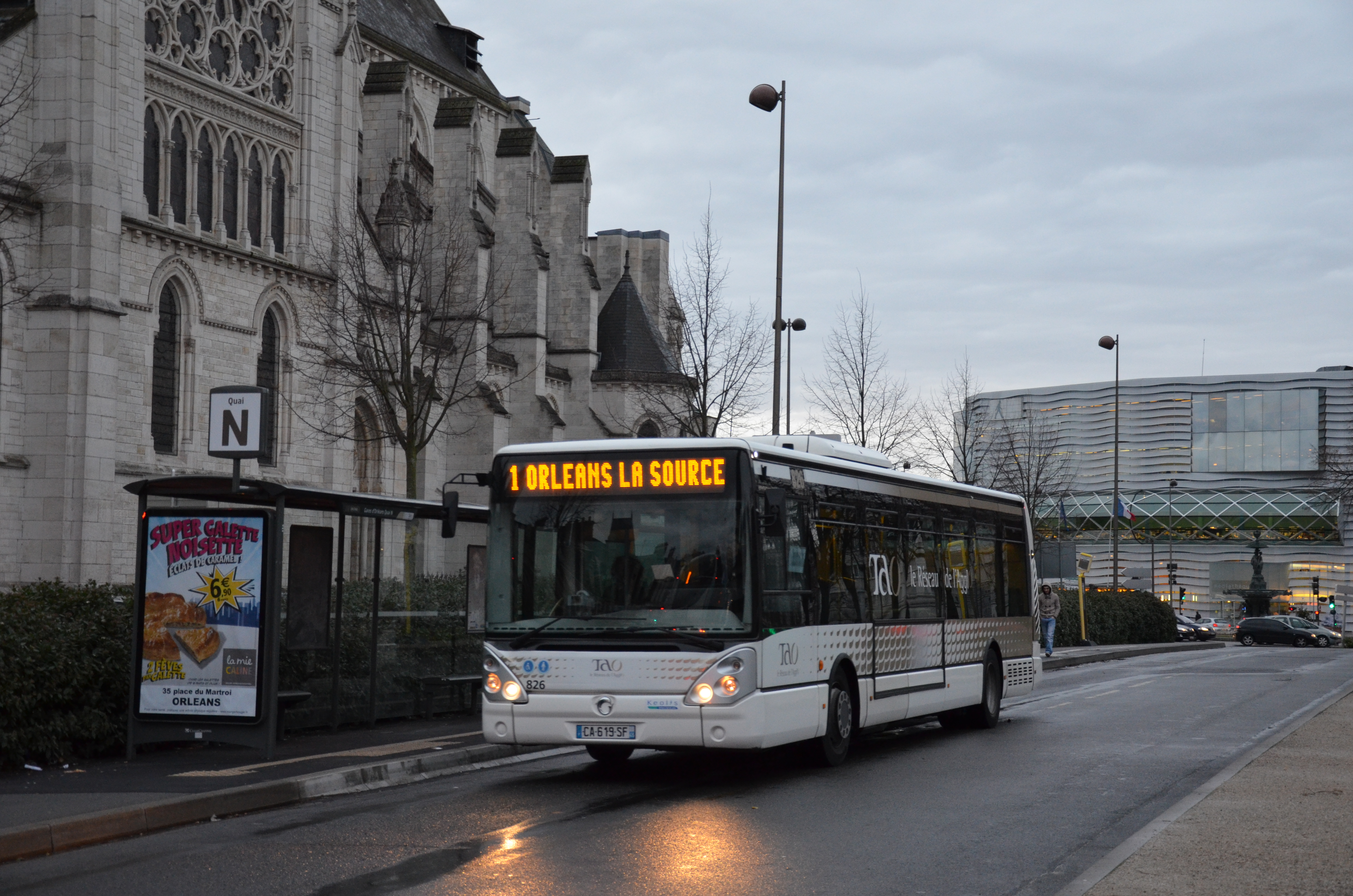
6 lignes de bus du réseau TAO desservent le quartier.

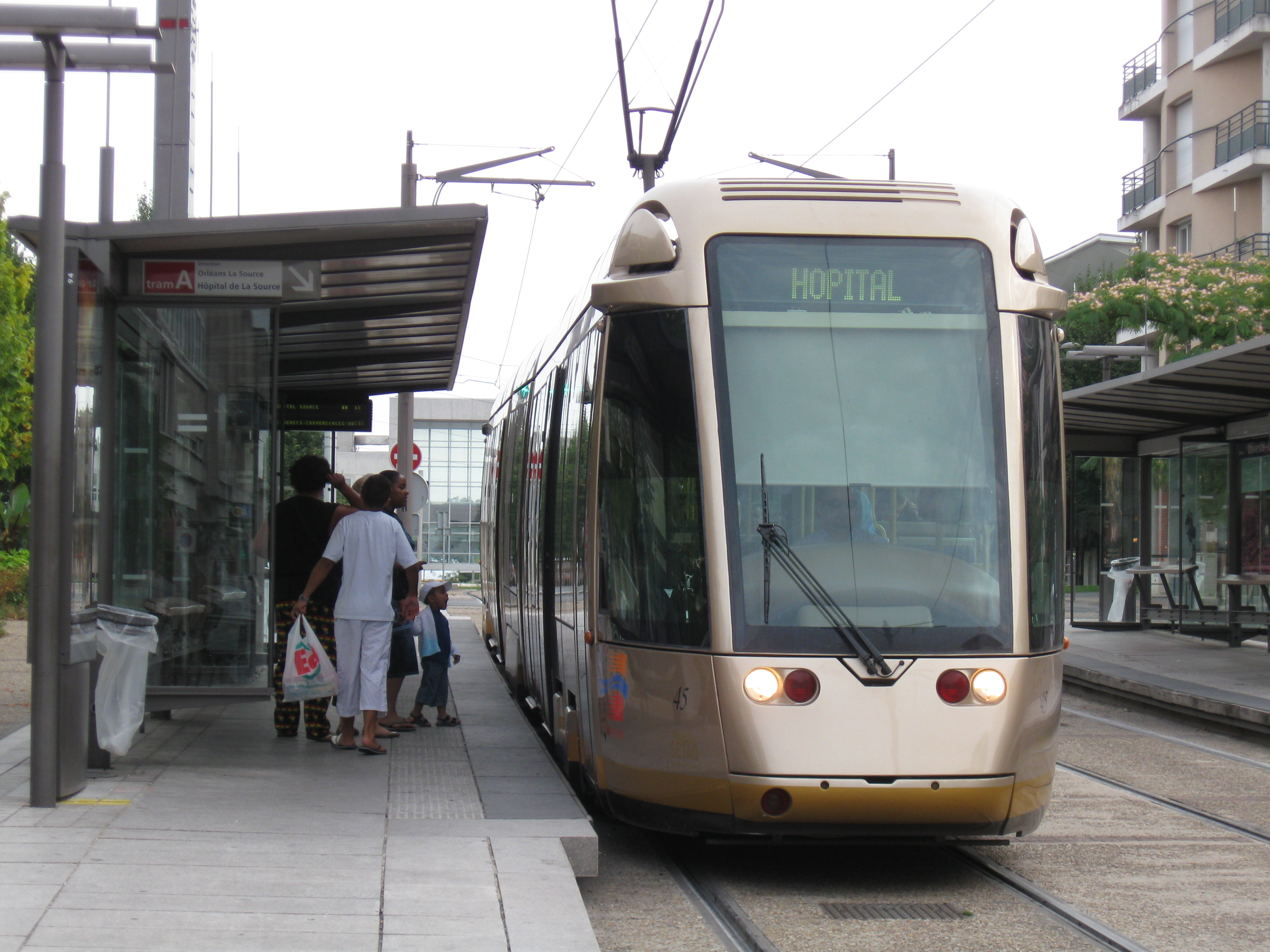
Station L'Indien.

La ligne A du tramway d'Orléans) dessert le quartier aux stations Université, Parc Floral, L'Indien, Chèques Postaux, Bolière, Hôpital Accueil et Hôpital de la Source, terminus sud de la ligne. 
En parallèle à la construction du nouveau Centre Hospitalier Régional d'Orléans (CHRO), une station supplémentaire nommée Hôpital-Accueil et située à l'extrémité sud de l'avenue de l'hôpital est aménagée entre les stations Bolière et Hôpital de la Source.
Le quartier est également desservi par une ligne structurante des transports de l'agglomération orléanaise (TAO) : la ligne 1. Il est également desservi par les lignes 13, 40, 41, 61 et N, ainsi que Résa'Sud qui est le service de transport à la demande TAO.
Le réseau de transport interurbain régional Réseau de mobilité interurbaine (Rémi 45), traverse le quartier avec les lignes 3, 5, 7, 8 et 99 issues de l'ancien réseau Ulys. La ligne 1 du département voisin de l'Eure-et-Loir, issue de l'ancien réseau Transbeauce, dessert différents points de l'université.
Les routes départementales 2020, 14 et 326 traversent le territoire d'Orléans-la-Source.
Une sortie de l'autoroute A71 située à Olivet et la gare de Saint-Cyr-en-Val - La Source, située sur Saint-Cyr-en-Val (à la frontière avec le quartier) permettent aussi un accès au quartier.

### Urbanisme

Le centre de chèques postaux

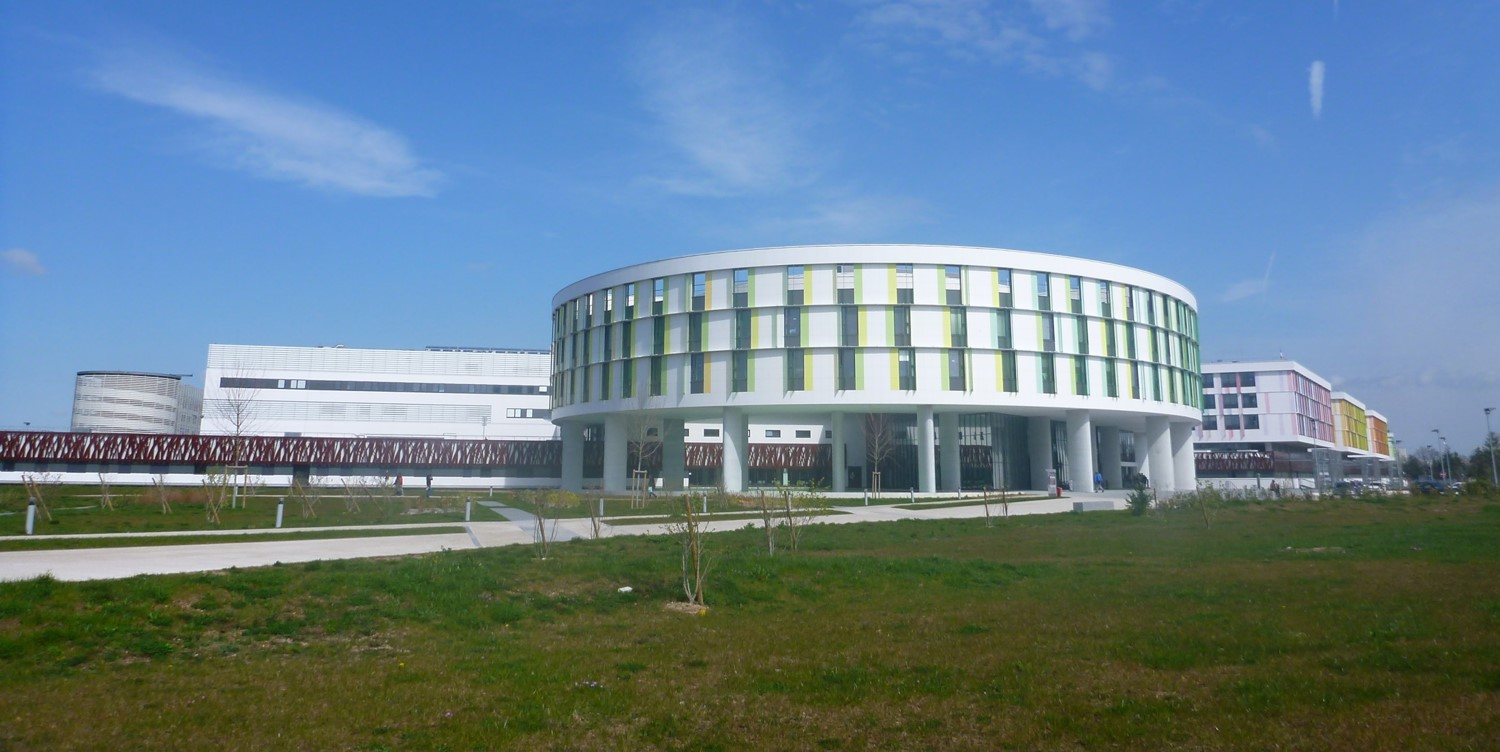
Centre hospitalier régional d'Orléans

Le quartier est composé de divers grands ensembles : le parc floral, le stade de la Source, une zone d'activité, les lycées Voltaire et Gauguin, l'université d'Orléans, les centres de recherche scientifique et des habitations.
L'habitat est principalement réparti en deux zones : 
- au Nord, l'habitat est majoritairement composé de bâtiments avec appartements à loyers modérés, avec parfois des problèmes inhérents aux banlieues. Au cours des années 2000, de nombreux travaux de réhabilitation, de résidentialisation et de destruction ont été réalisés.
- au Sud, l'habitat est constitué de plusieurs zones pavillonnaires plus cossues telles que celle de l'Orée de Sologne, l'allée des Sapins et Est-Poincaré.

Sur le campus, la bibliothèque universitaire des sciences réalisée par les architectes Pascal Rollet et Florence Lipsky a reçu le prix de l'Équerre d'argent en 2005.
À ses origines, Orléans-La Source se voulait une « cité pilote du XXIe siècle ». Son urbanisme est dessiné par l'architecte Louis Arretche de 1962 à 1982. Il utilise notamment le concept de « système modulaire des pavillons » conçu par Jean Prouvé et dessine le plan masse de la ville dont « les princes seront les piétons » en une seule cité pour l’université et les habitants, avec le souci de préserver un maximum d’arbres.
La consultation des documents de travail de Louis Arretche permet de répertorier l'ensemble des réalisations envisagées ou réalisées pour Orléans-la-Source : une église et un centre paroissial avec un clocher détaché (1962, non réalisé), un ensemble de 1 000 logements HLM pour l'office public d'habitations à loyer modéré (OPHLM) d'Orléans sous la forme de 41 barres (1963-1964), un ensemble de 160 logements HLM pour la Compagnie immobilière pour le logement des fonctionnaires civils et militaires (CILOF) sous la forme d'un ensemble de six tours (1963-1966), l'hôpital (1964), le pavillon administratif de la SEMEPO, société d'économie mixte destinée à gérer le parc floral (1964-1965), un ensemble de 175 logements sous la forme de trois barres pour la Société d'économie mixte de construction de la ville d'Orléans (SEMI) et la SACI (1964-1966), la résidence Les Bois de la source sous la forme d'un ensemble de trois barres regroupant 303 logements autour d'un jardin avec un parking souterrain pour l'Union française immobilière (1964-1967), un centre commercial à rez-de-chaussée avec façade modulaire pour la SEMPEL, société d'économie mixte pour l'équipement du Loiret (1964-1968), centre de tri chèques postaux et piscine pour le Ministère des postes et télécommunications (PTT), la direction régionale d'Orléans et l'association sportive des PTT (1964-1973), des groupements de maisons individuelles (notamment 100 maisons pour La Ruche ouvrière en 1965, 220 maisons pour la SEMI de 1966 à 1968 et 410 maisons pour la société civile immobilière L'Orée de Sologne en 1973), une serre-restaurant dans le parc floral pour la SEMEPO (1966-1967), un immeuble de bureaux pour l'INSEE (1968-1972), l'hôtel des postes (1969-1977), le groupe scolaire no 7 regroupant cinq classes maternelles et dix classes primaires en modules accolés (1973-1982), le centre commercial de la Bolière pour la SEMPEL (1974-1976), ensemble de 727 logements sous la forme de barres disposées en carré sur la dalle du centre urbain (1974-1977), quatre immeubles regroupant 87 logements, autour de deux bâtiments de bureaux abritant un commissariat et une annexe de la mairie (1978-1980).

La bibliothèque universitaire des sciences

En 2004, au regard des multiples difficultés rencontrées dans le Nord du quartier, Orléans-La Source est inclus dans un projet de renouvellement urbain signé avec l'Agence nationale pour la rénovation urbaine (ANRU). Il prévoit la démolition de 589 logements sociaux, la réhabilitation de 1 200 logements sociaux, la reconstruction sur site de 170 logements et hors site de 419 logements sociaux. Par ailleurs, la réalisation d’une médiathèque et du complexe sportif Minouflet, l’aménagement des espaces publics et la restructuration des voiries sont également inclus dans le programme.

## Administration
Le quartier d'Orléans-La Source, depuis 2015, fait pour moitié partie du canton de La Ferté-Saint-Aubin et pour moitié du Canton d'Orléans-2 ; il comporte par ailleurs une mairie de proximité.

## Démographie
- 1968 : 3 681
- 1975 : 17 013[21]
- 1990 : 21 968
- 1999 : 21 370
- 2009 : 22 000

## Éducation

Le lycée Voltaire

Le quartier d'Orléans-La Source est situé dans l'académie d'Orléans-Tours et dans la circonscription d'Orléans-Sud. Il dispose d'un grand nombre d'établissements scolaires : neuf écoles maternelles, sept écoles élémentaires, une école primaire (maternelle & élémentaire), une école spécialisée et élémentaire, deux collèges et deux lycées.
- écoles maternelles : Romain-Rolland, Louis-Pasteur, Antoine-Lavoisier, Denis-Diderot, Henri-Poincaré, Gaston-Galloux, René-Guy-Cadou, Jolibois, Les Guernazelles.
- écoles élémentaires Romain-Rolland, Louis-Pasteur, Antoine-Lavoisier, Denis-Diderot, Henri-Poincaré, Gaston-Galloux, Les Guernazelles.
- école primaire : Pauline Kergomard.
- école spécialisée et élémentaire : René-Guy-Cadou. Cette école accueille des enfants en situation de handicap (troubles spécifiques du langage, déficience auditive et déficience visuelle) originaires du département du Loiret mais aussi d'autres département de l'académie, ainsi que des enfants du périmètre scolaire répartis dans des classes du Cp au Cm2. L'objectif de cette école est l'inclusion des enfants en situation de handicap dans les classes de l'élémentaire.
- collèges Alain-Fournier et Montesquieu ;
- lycée Voltaire construit en 1968 par les architectes Andrault et Parat ;
- lycée professionnel Paul-Gauguin ;
- école d'adaptation scolaire : centre d'hébergement des gens du voyage.

## Université et recherche

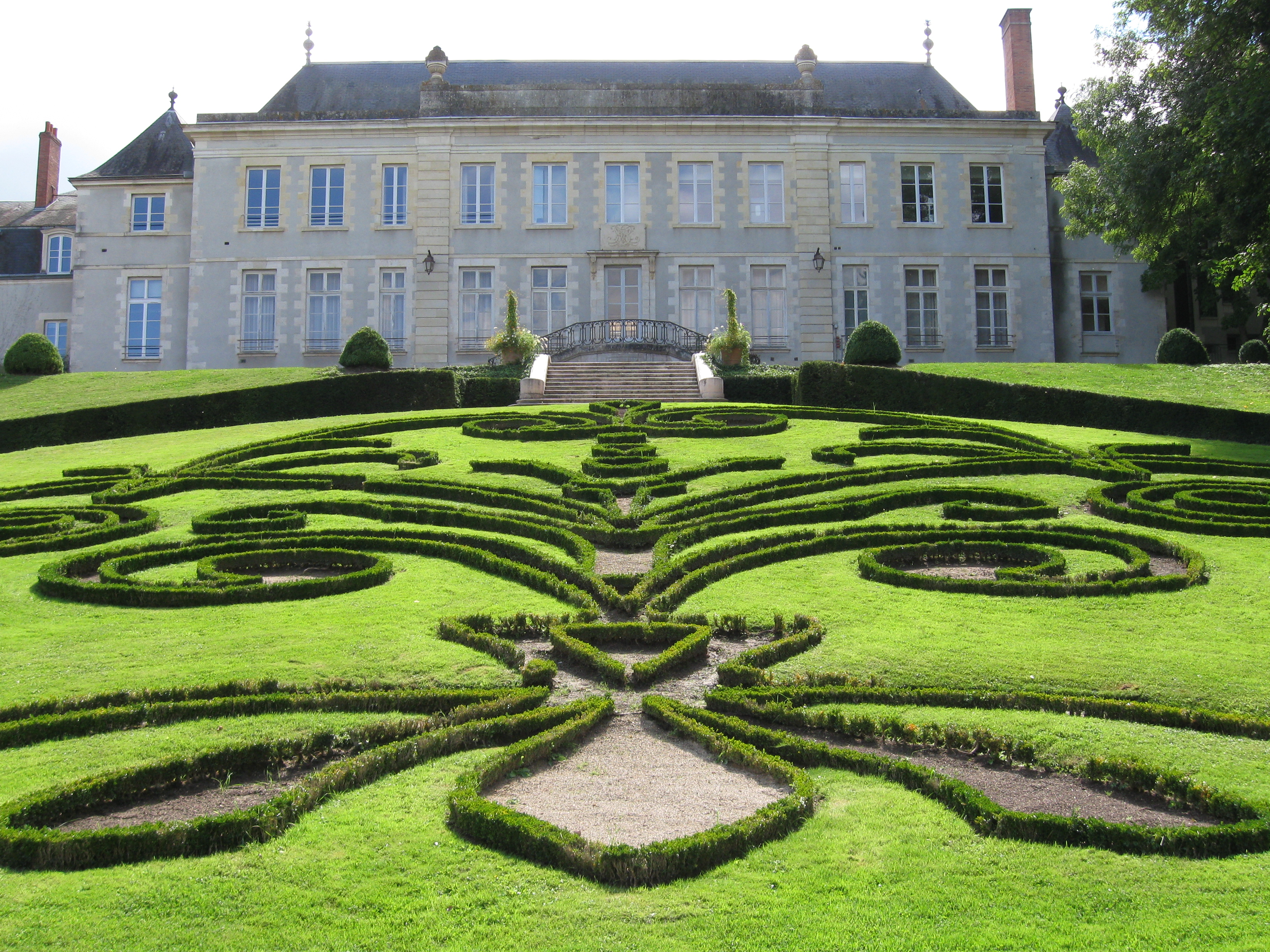
Le château de la Source, siège de la présidence de l'université d'Orléans

UFR lettres, langues et sciences humaines sur le campus universitaire

L'Université d'Orléans est implantée dans le quartier de La Source ainsi qu'une école d'ingénieurs, Polytech'Orléans.

Site Galilée de Polytech Orléans

Plusieurs organismes de recherche scientifique possèdent d'importants laboratoires et sites dans le quartier, il s'agit de ceux du Centre national de recherche scientifique (CNRS),, du centre scientifique et technique national du Bureau de recherches géologiques et minières (BRGM) et du centre d'Orléans de l'Institut de recherche pour le développement (IRD, ex-ORSTOM).

## Infrastructures
Le quartier comporte plusieurs infrastructures à vocation locale, régionale ou nationale.

### Sport
- Stades de La Source et de Concyr ;
- Complexe sportif Minouflet ;
- Complexe nautique Matthieu-Jarry ;
- Salle de boxe thaï Mathieu-Apcher ;
- Gymnases Gilbert-Cathelinau, La Bolière, André-Gresle, Romain-Rolland ;
- Dojo Patrick-Jenté et salle de boxe Marcel-Cerdan ;

### Culture
- Théâtre Gérard-Philipe[27] ;
- Médiathèque Maurice-Genevoix[28].

### Autres
- Nouvel hôpital d'Orléans (NHO) ;
- Parc Floral de la Source ;
- Station France 3 Centre-Val de Loire ;
- Centre de chèques postaux, inauguré en 1968 construit par Louis Arretche et Forestier ;
- Centre informatique d'Électricité de France (désormais désaffecté), construit par l'Atelier de Montrouge (1967-1968) ;
- Cyclotron du centre d'études et de recherches par irradiation du CNRS[29].